# FN-inspektören
FN-Inspektören är en svart komedi av David Farr. Den baserar sig på Gogols Revisorn. 
Pjäsen hade sin urpremiär på National Theatre i London sommaren 2005 och sin nordiska urpremiär på Åbo Svenska Teater 5 januari 2007. I rollerna bl.a. Jerry Wahlforss, Lasse Fagerström, Monica Nyman.